# Matsigenka
Les Matsigenka (Machigenga, Machiguenga, ou Matsigenga) sont un peuple indigène du sud-est du Pérou. Ils vivent dans la haute jungle et la montagne, sur le versant oriental des Andes et dans la jungle du bassin amazonien du sud-est du Pérou.

## Vie sociale
Le taux d'alphabétisation des Matsigenka varie de 30 à 60 %.
La plupart des Machiguenga n'ont pas de noms personnels. Les membres d'un même groupe sont identifiés par la terminologie de la parenté, tandis que les membres d'un groupe ou d'une tribu différente sont désignés par leurs noms espagnols,.
Ils portent une tunique appelée cushmas, au col en V pour les hommes et droit pour les femmes. Leurs huttes ont une armature de tronc de palmiers et un toit en palmes. Chaque famille étendue est dirigée par un chef autoproclamé. Les Matsigenka croient aux esprits maléfiques et sont classés comme animistes.

## Langue
La langue matsigenka appartient au groupe Campa des langues maipuran (langues arawakiennes), parlé par environ 12 000 personnes au Pérou,. Deux dialectes matsigenka sont recensés, le matsigenka proprement dit et le nomatsigenga. Les Matsinga parlent aussi le caquinte (en), une autre langue maipuran du sud, dont ils ne sont pas les seuls locuteurs.